# 선정국제관광고등학교
선정관광고등학교(善正國際觀光高等學校)는 대한민국 서울특별시 은평구 갈현동에 위치한 사립 고등학교이다.

## 학교 연혁
- 1950년 5월 22일 : 한양여자상업중학교 설립 인가, 개교
- 1957년 3월 20일 : 성정여자고등학교 설립 인가
- 1960년 2월 17일 : 고등학교 제1회 졸업식 거행
- 1974년 3월 2일 : 사직동에서 현 위치로 이전
- 1982년 3월 2일 : 선정고등학교 병설 상과
- 1989년 4월 27일 : 학교법인 선화학원 합병 승인, 박보희 이사장 취임
- 1994년 10월 5일 : 선정여자실업고등학교 설립 인가
- 1994년 10월 5일 : 초대 김계현 교장 취임
- 2007년 3월 1일 : 선정관광고등학교 교명 변경
- 2008년 3월 1일 : 서울특별시교육청 지정 특성화 고등학교(관광분야)
- 2016년 8월 1일 : 서울시교육청 학과변경 승인(국제항공여행과, 국제의료관광간호과, 호텔컨벤션과)
- 2016년 8월 17일 : 선정국제관광고등학교로 교명 변경
- 2017년 10월 25일 : 학교법인 선문학원을 학교법인 선학학원으로 명칭 변경
- 2018년 7월 4일 : 송용천 이사장 취임
- 2022년 3월 1일 : 최흥수 교장 취임
- 2022년 3월 1일 : 선정국제관광고 학과변경(호텔항공과, 관광콘텐츠과, 간호과)

## 설치 학과
- 간호과
- 호텔항공과
- 호텔컨벤션과
- 관광콘텐츠과
- 국제의료관광간호과
- 국제항공여행과

## 참고 자료
- 선정국제관광고등학교 - 한국교육학술정보원 학교알리미